# Хырчешты
Хырчешты (рум. Hîrceşti, Хырчешть) — село в Унгенском районе Молдавии. Является административным центром коммуны Хырчешты, включающей также сёла Дружба, Леордоая, Мынзатешты и Веверица.

## География
Село расположено на высоте 171 метров над уровнем моря.

## Население
По данным переписи населения 2004 года, в селе Хырчешть проживает 758 человек (367 мужчин, 391 женщина).
Этнический состав села:
| Национальность | Число жителей | Процентный состав |
| -------------- | ------------- | ----------------- |
| молдаване      | 696           | 91.82             |
| румыны         | 54            | 7.12              |
| русские        | 5             | 0.66              |
| болгары        | 1             | 0.13              |
| прочие         | 2             | 0.26              |
| Всего          | 758           | 100%              |